# نوک‌آباد (راسک)
نوک‌آباد روستایی در دهستان پارود بخش پارود شهرستان راسک استان سیستان و بلوچستان ایران است. یکی از روستاهای زیبای شهرستان راسک است .
این روستا در حدود مسافت 456 کیلومتری مرکز استان ،  32 کیلومتری مرکز شهرستان راسک و در 3 کیلومتری بخش پارود قرار دارد . آمار و میزان رشد جمعیت این روستا از سال 98 به بعد پیشرفت قابل توجه داشته است .
همچنین از نظر جغرافیایی : از سمت شمال به روستای نظرآباد ، جنوب روستای بردرک، شرق منتهی به جاده ترانزیتی چابهار - راسک - ایرانشهر و غرب به شهر پارود می باشد . شغل بیشتر مردم روستا مشاغل آزاد و مردمی متدین و مهمان نواز هستند .

## جمعیت
بر پایه سرشماری عمومی نفوس و مسکن در سال ۱۳۹۵ جمعیت این مکان ۳۰۴ نفر (۶۹خانوار) بوده‌است.